# Lantana buchii
Lantana buchii là một loài thực vật có hoa trong họ Cỏ roi ngựa. Loài này được Urb. mô tả khoa học đầu tiên năm 1912.